# Ермаков, Алексей Александрович
Алексе́й Алекса́ндрович Ермако́в (род. 1951) — российский дипломат. Чрезвычайный и полномочный посол (2003).

## Биография
Окончил Московский государственный институт международных отношений (МГИМО) МИД СССР. Владеет английским и испанским языками.
Работал на различных должностях в центральном аппарате МИД СССР и России и в дипломатических представительствах за рубежом.
- В 1993—1995 годах — генеральный консул Российской Федерации в г. Панаме, Республика Панама.
- В 1995—1996 годах — поверенный в делах Российской Федерации в Республике Панама.
- В 1998—2000 годах — заместитель директора Латиноамериканского департамента МИД России.
- С 22 августа 2000 по 11 ноября 2004 года — чрезвычайный и полномочный посол Российской Федерации в Боливарианской Республике Венесуэла[1][2].
- С 20 октября 2000 по 11 ноября 2004 года — чрезвычайный и полномочный посол Российской Федерации в Республике Гаити по совместительству[3][2].
- С 27 октября 2000 по 11 ноября 2004 года — чрезвычайный и полномочный посол Российской Федерации в Доминиканской Республике по совместительству[4][2].
- В 2005—2009 годах — заместитель директора Латиноамериканского департамента МИД России.
- С 7 июля 2009 по 17 декабря 2015 года — чрезвычайный и полномочный посол Российской Федерации в Республике Панама[5][6].

## Награды
- Орден Освободителя I класса (16 ноября 2004, Венесуэла) — за выдающиеся заслуги в дипломатии[7]
- Медаль ордена «За заслуги перед Отечеством» II степени (23 сентября 2011) — за большой вклад в реализацию внешнеполитического курса Российской Федерации и многолетнюю добросовестную работу[8]

## Дипломатический ранг
- Чрезвычайный и полномочный посланник 2 класса (24 апреля 1993)[9]
- Чрезвычайный и полномочный посланник 1 класса (17 сентября 1993)[10]
- Чрезвычайный и полномочный посол (21 января 2003)[11]